# Intermarché
Intermarché is een Europese supermarktketen met vestigingen in negen verschillende landen, waaronder België, Frankrijk en Polen. In totaal heeft Intermarché ruim 2000 winkels, waarvan ruim 1500 in Frankrijk. België telt 82 Intermarché-vestigingen, die grotendeels in Wallonië gevestigd zijn.
Intermarché maakt deel uit van de Franse supermarktgroep les Mousquetaires die in 1969 is opgericht.